# Assistenza meccanica cardiaca
L'assistenza meccanica cardiaca risulta estremamente utile in tutte le situazioni di scompenso cardiaco refrattario al trattamento farmacologico. Tali dispositivi sono frequentemente utilizzati come ponte all'intervento di trapianto cardiaco. È possibile assistere entrambi i ventricoli o solo il ventricolo sinistro, quest'ultima modalità di assistenza è attualmente quella più utilizzata in virtù dei migliori risultati ottenuti.
I criteri di selezione dei pazienti indirizzati verso tale procedura sono:
- parametri emodinamici: deve essere presente shock cardiogeno nonostante un trattamento farmacologico massimale
- funzione ventricolare destra: la maggior parte dei dispositivi intracorporei disponibili è di assistenza al ventricolo sinistro
- coronaropatia associata: la presenza di coronaropatia non controindica all'impianto di un sistema di assistenza meccanica
- aritmie: le aritmie atriali non rappresentano una controindicazione
- valvulopatia: l'insufficienza severa della valvola aortica nativa è controindicazione se non corretta. La stenosi aortica e l'insufficienza mitralica non sono controindicazioni. La stenosi mitralica invece deve essere corretta prima dell'impianto.
- fattori extracardiaci: dimensioni corporee, funzione epatica e renale, funzionalità polmonare, stato neuro-psicologico

Il trattamento è controindicato nei casi di scompenso multiorgano, neoplasie maligne, danno neurologico severo, prematurità severa.

## Classificazione dei dispositivi
I dispositivi di assistenza meccanica cardiaca sono così classificati:

### Posizione anatomica
Mezzi mini-invasivi
Il contropulsatore aortico viene introdotto attraverso l'arteria femorale comune tramite un catetere all'estremità del quale è presente un palloncino. Spinto fino all'aorta, il palloncino è collegato ad un dispositivo che ne regola il gonfiaggio e lo sgonfiaggio secondo le fasi del ciclo cardiaco. Il gonfiaggio è fatto sincronicamente con la fase diastolica.
Dispositivi extracorporei
Tale tecnica è efficace, semplice e poco costosa. Il flusso del sangue in uscita può essere continuo o pulsatile. Un vantaggio di questo tipo di dispositivi è che si può inserire in linea una circolazione extracorporea adattata a perfusioni cliniche, poiché tutta la circolazione risulta a carico di un dispositivo. Eventualmente può essere aggiunto un ossigenatore per supplire alla respirazione. Il paziente è allettato e scoagulato.
Il dispositivo può restare in situ per varie settimane finché il cuore non riprende la sua attività.
Dispositivi intracorporei

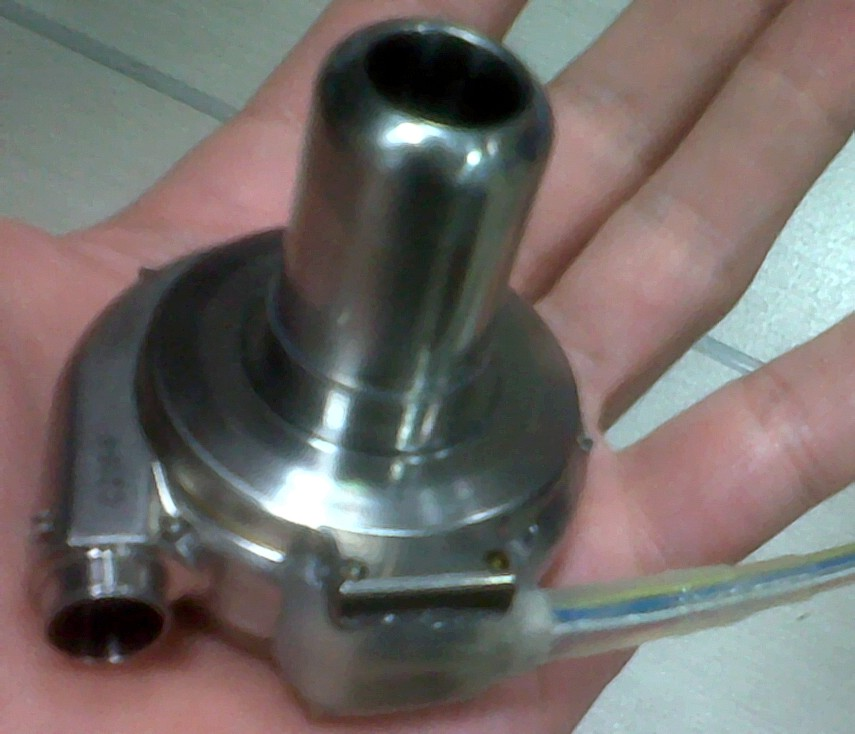
VAD centrifugo

I dispositivi intracorporei sono più complessi e possono essere eterotopici o ortotopici, ma danno parecchi vantaggi: esperienza su più di 2000 pazienti, dispositivo impiantato nella tasca addominale, connesso ad un controllo esterno portatile che rappresenta il "cervello" del dispositivo, altamente adattabile ai bisogni della circolazione, indicato per la maggior parte delle applicazioni croniche, applicazione a lungo termine.
Tra i sistemi totalmente impiantabili c'è il Novacor. Tale dispositivo deriva il riempimento dall'apice del ventricolo sinistro e invia il sangue in aorta consentendo un supporto esclusivamente ventricolare sinistro.  Viene posizionato in una tasca addominale pre-peritoneale sottofasciale ed è collegato tramite un cavo elettrico percutaneo al controller. Il Novacor può durare fino a 4 anni e la probabilità di sopravvivenza del paziente aumenta sensibilmente dopo il trapianto.
Il dispositivo LionHeart è un ventricolo sinistro eterotopico collegato in parallelo al cuore malato lasciato in situ ed inserito nella guaina posteriore del muscolo retto di sinistra dell'addome. Il controller del dispositivo è situata nella guaina del muscolo retto di destra. È connesso con l'esterno e la corrente passa per induzione dalla pelle (c'è una spirale sottocutanea). Per aumentare l'autonomia il paziente può portarsi dietro una o più batterie esterne da 3,5 kg con 3 ore di autonomia ciascuna. Di notte, il dispositivo è collegato con la rete elettrica.
Le complicanze maggiori più frequenti sono l'emorragia, le infezioni e le tromboembolie.
Paracorporei

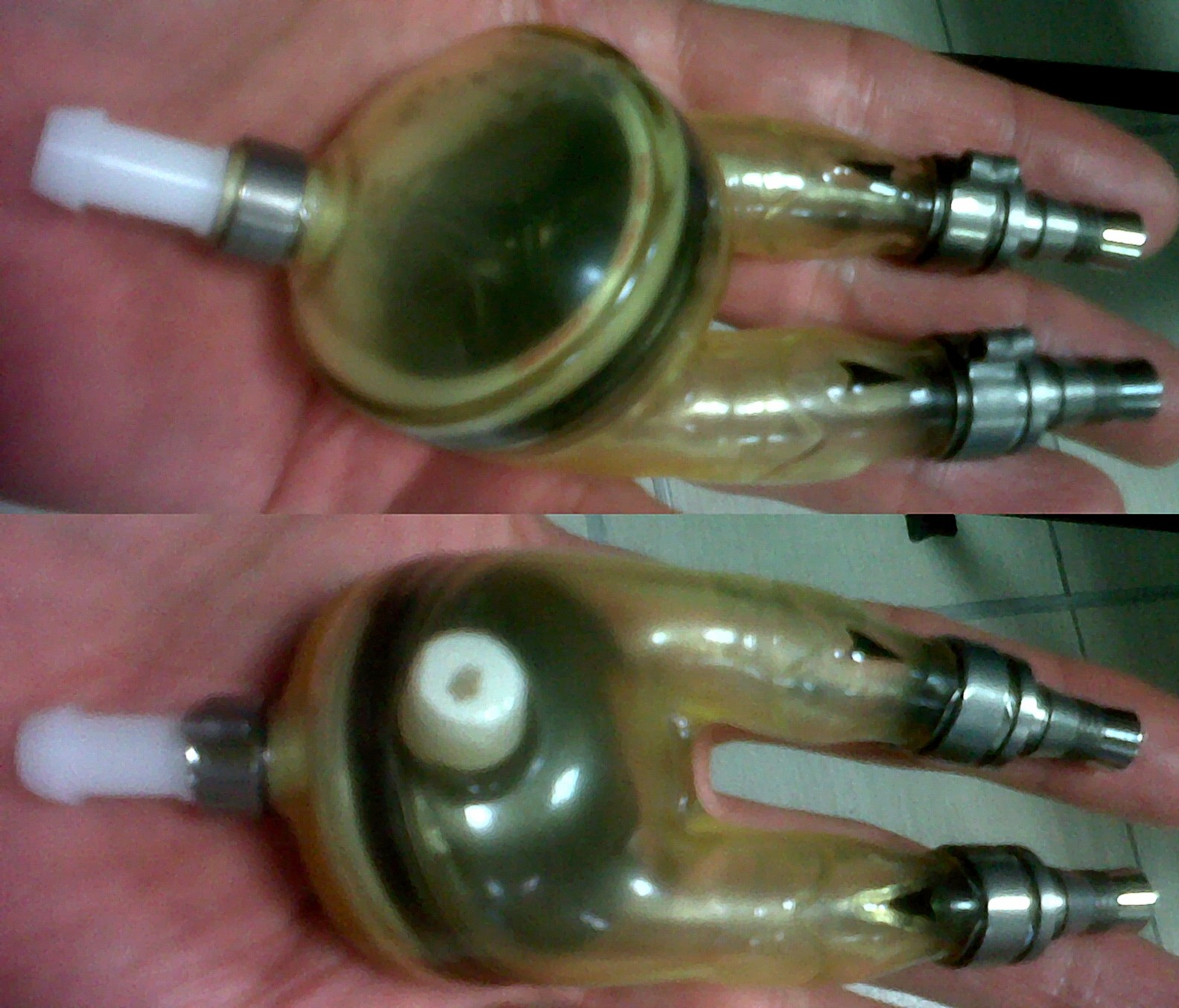
Cuore di Berlino visto da entrambi i lati

Tali dispositivi, come il "Berlin Heart", rimangono esterni al paziente, in quanto per via delle caratteristiche fisiche del paziente, non è possibile impiantare il dispositivo dentro lo stesso, per cui il cuore del paziente viene collegato con diverse canaline al dispositivo paracorporeo, che rimane appoggiato al corpo del paziente.